# Академия Сюиса
Академия Сюиса (фр. Académie Suisse) — частная художественная школа, существовавшая в Париже с 1815 по 1870 год. Впоследствии на её основе была создана Академия Коларосси.

## История и деятельность
Основателем школы был Шарль Сюис по прозвищу «папаша Сюис» (фр. le père Suisse). В прошлом он был натурщиком известных художников, таких как Давид, Гро, Жироде и Верне. Академия Сюиса находилась на острове Сите, на набережной Орфевр.
В отличие от других частных художественных «академий» того времени, преподавание как таковое у Сюиса не велось. Однако за умеренную сумму художники могли воспользоваться помещением и услугами натурщиков. Это привлекало в академию художников самых разных направлений; мастерская также служила им местом встреч. Здесь бывали Делакруа, Бонингтон, Курбе, Мане, Сезанн, Моне, Писсарро.
После смерти Сюиса академия некоторое время возглавлялась художником Кребассолем и носила название «Сюис — Кребассоль». Затем её выкупил Филиппо Коларосси; некоторое время она носила название «Академия розы» (фр. Académie de la rose), а затем, в 1870 году, стала называться «Академией Коларосси» и переехала в VI округ Парижа.